# Stuart Parkin
Pour les articles homonymes, voir Parkin.
Stuart Stephen Papworth Parkin (né le 9 décembre 1955,) est un physicien expérimental et gestionnaire britannique. IBM Fellow, il dirige la branche magnétoélectronique du groupe à l'International Business Machines du IBM Almaden Research Center de San Jose (Californie). Il est également professeur consultant au département de physique appliquée de l'université Stanford et directeur de l'IBM-Stanford Spintronic Science and Applications Center, qu'il a fondé en 2004.
Il est un pionnier en spintronique et a effectué des découvertes qui ont été significatives pour l'augmentation de la densité et de la capacité de mémoire des disques durs. Pour ces découvertes, il a obtenu le prix Millennium Technology en 2014,.

## Biographie
Natif de Watford, en Angleterre, Parkin obtient un baccalauréat en 1977. Il obtient une bourse de recherche au Trinity College (Cambridge) deux ans plus tard, puis obtient son Ph.D. en 1980 au Laboratoire Cavendish.
Il rejoint IBM en 1982 comme chercheur postdoctoral, puis devient employé permanent l'année suivante. En 1999, il est nommé IBM Fellow, ce qui est le plus grand titre technique de la compagnie.